# كتاب الفارس ظافر
 كتاب الفارس ظافر أو الفارس ثيفار (بالإسبانية: El Libro del caballero Zifar)‏، في الأصل (بالإسبانية: Libro del cavallero Zifar)‏، هو أول قصة مُغامرات سردية مُوسعة في تاريخ النثر الإسباني، أُلفت في النصف الثاني من القرن الثالث عشر. تحمل بعض عناصر روايات الفروسية، ومن المُرجح أن يكون رجل الدين الطليطلي، فيراند مارتينث، هو مُؤلفها وهو الذي ظهر في قصة في مقدمة العمل.